# Garsas

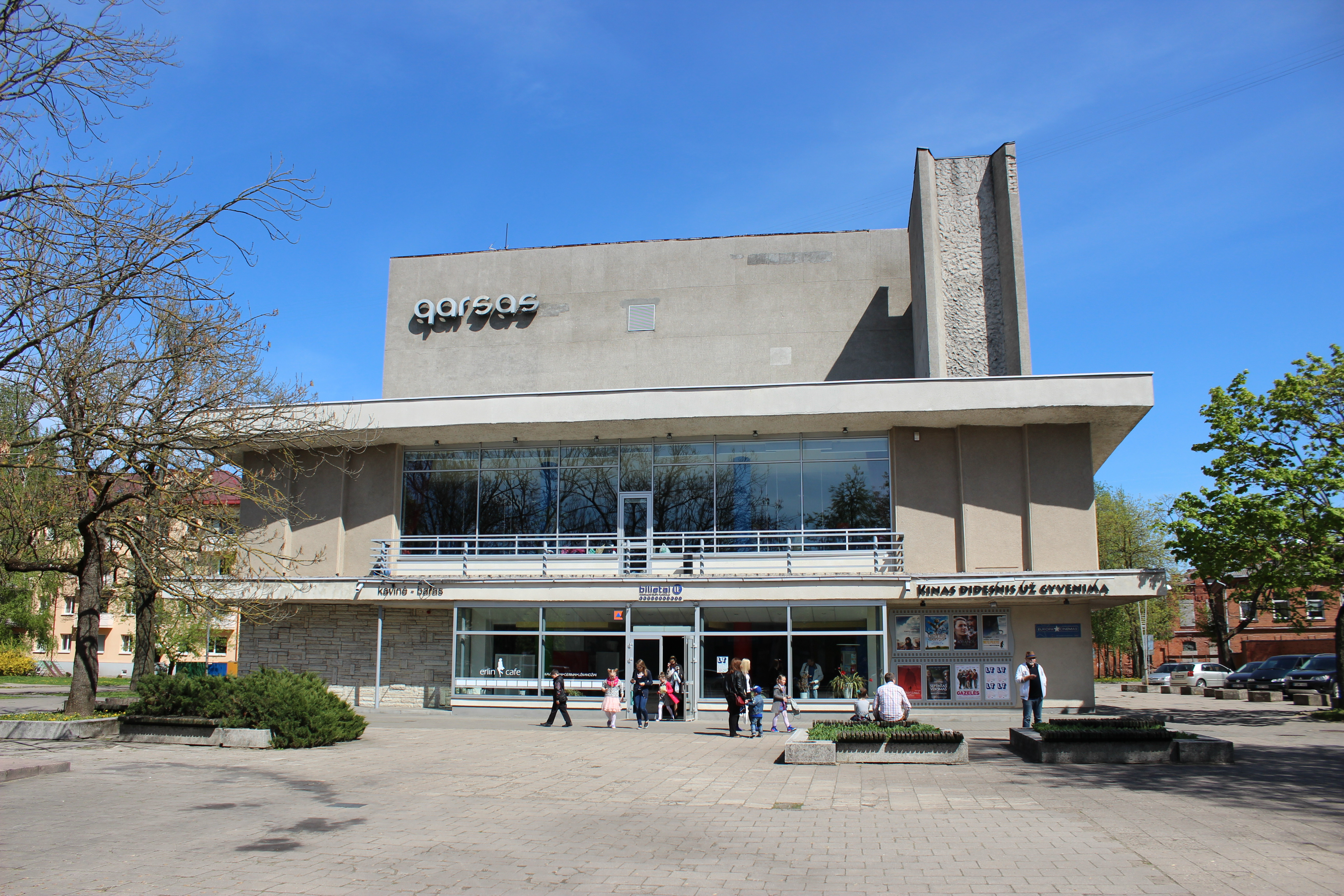
Kino

Das Kinozentrum Garsas (engl. Cinema Center Garsas, lit. Kino centras „Garsas“, früher Sirena, Spindulys und Forum) ist das älteste Kino in Litauen. Es befindet sich in der Stadt Panevėžys. Es hat zwei Säle mit Dolby Digital Surround EX-Tonsystem. In einem Saal gibt es 741 und in einem anderen 80 Sitzplätze. Im Kinozentrum werden das Filmfestival „Aš + Miestas = Kinas“ und andere Veranstaltungen (wie Atmerk akis - kitoks kinas!, 3E-DOX und Kino naktys), soziale Projekte (Cinema for seniors, Owlet Cinema for children) sowie zwei  Lehrveranstaltungen für Schüler von 7 bis 18 Jahren (Cinema lesson und Cinema Workshop) organisiert.
Das Zentrum mit 22 Mitarbeitern wird von der Direktorin Genė Pučinskienė geleitet.

## Geschichte
Am 14. Juli 1928 eröffnete Nina Fridmanienė in ihrem Wohnhaus (Respublikos-Str.) das Kino-Theater „Sirena“. Ab 1932 zeigte man die litauische Kinochronik vor den Filmen aufgrund des Beschlusses von Innenministerium Litauens. Ab 1939 zeigte man Kinofilme mit Ton. Ab diesem Jahr wurde es zum „Garsas“-Kino. Es war das einzige Kino in Panevėžys. Das Kino "Forum" verwalteten neue Inhaber Stasys Činikas und Pranas Vanagas. Im Herbst 1968 wurde das Kino „Garsas“  modernisiert und 1999 grundlegend renoviert sowie die technische Ausstattung erneuert.
Seit 2009 ist das Kinozentrum Mitglied des Filmnetzes „Europa Cinemas“. Ab 2009 war es nach Rechtsform Savivaldybės biudžetinė įstaiga und seit 2010 ist es biudžetinė įstaiga. Seit 2012 ist es Mitglied von CICAE (International Independent Film and Theatre Festival Association).